# 呂冠霆
呂冠霆（1992年10月13日—）為臺灣男子籃球運動員，場上位置為前鋒，現效力於P. LEAGUE+台鋼獵鷹。

## 生平
呂冠霆來自南湖高中、國立臺灣藝術大學，2012年在拍攝戲仿《灌籃高手》的台藝大籃球隊宣傳短片時因扮演主角櫻木花道而爆紅，大學畢業後跟隨SBL超級籃球聯賽璞園建築練球，曾代表璞園建築參加夏季聯賽，2015年9月在超級籃球聯賽新人選秀會第一輪第三順位被臺灣銀行相中，但腳傷長期嚴重困擾著呂冠霆，2020年6月因為左膝的肌腱組織出現斷裂、鈣化狀態決定褪下球衣，總計在SBL五個賽季僅出賽31場，之後呂冠霆考取兩張專業證照，轉行當健身教練，也參加健美比賽，但受到COVID-19疫情影響無法授課，有三個月時間沒有收入，2021年6月收到高雄九太科技邀請進行測試而重返了球場。2022年7月加盟T1聯盟臺南台鋼獵鷹。2022年12月在主場迎戰臺中太陽的比賽中投進生涯新高7記三分球，攻下生涯新高27分。2024年10月呂冠霆與獵鷹換約。

## 外部連結
- 呂冠霆在P. LEAGUE+
- 呂冠霆在Eurobasket.com（球員）（英语）
- 呂冠霆在Flashscore（英语）